# The Luzhin Defence
La defensa Luzhin és una pel·lícula basada en la novel·la escrita per Vladimir Nabokov anomenada "La Defensa" el protagonista de la qual és un mestre d'escacs. El personatge de Nabokov està basat en la vida del comte alemany Curt von Bardeleben. Ha estat doblada al català.

## Argument
Alexander Luzhin té el seu primer contacte amb els escacs durant la seva infantesa, marcada per les discussions familiars i el rebuig al col·legi.
El joc el transforma, des de llavors, en una obsessió que el convertirà en un mestre d'escacs. En un torneig celebrat al nord d'Itàlia haurà de mostrar-hi les seves habilitats davant de Turati, el campió rival. Tanmateix, coneix Natàlia. Els seus trastorns mentals posaran en escac la seva relació amb ella i amb els escacs.

## Repartiment
- John Turturro: Aleksandr Ivanovich 'Sascha' Luzhin
- Emily Watson: Natalia Katkov
- Geraldine James: Vera, mare de Natalia
- Stuart Wilson: Leo Valentinov
- Christopher Thompson: Jean de Stassard
- Fabio Sartor: Dottore Salvatore Turati
- Peter Blythe: Ilya
- Orla Brady: Aunt Anna
- Mark Tandy: Pare de Luzhin
- Kelly Hunter: Mare de Luzhin
- Alexander Hunting: Aleksandr Luzhin, de jove
- Alfredo Pea: 1er Oficial
- Fabio Pasquini: 2n Oficial
- Luigi Petrucci: Santucci

## L'escena final
La posició arribada en aquesta final entre Turati i Loujine és guanyadora per les negres, encara que tinguin un desavantatge material. Jugant 1. Rg4, les blanques permeten un sacrifici de torre que porta a un mat forçós :
- 1. Rg4 f5+
- 2. Rg5 (si Rh4 Fe7 mat) Rg7 (amenaça Fe7 mat)
- 3. Cd5 Th3! (amenaça h6 mat)
- 4. gxh3 h6+
- 5. Rh4 Ff2 mat

Si les blanques juguen 1. Rf2 en lloc d'1. Rg4, el guany de les negres és elemental :
- 1. Rf2 Txc3+
- 2. Re1 Txc1+

i les negres tenen una torre de més.
En la pel·lícula, les últimes jugades de Luzhin, que acaba de suïcidar-se, els juga la seva promesa.